# Max Hermann Jellinek
Max Hermann Jellinek, född 29 maj 1868 i Wien, död där 6 maj 1938, var en österrikisk språkforskare.
Max Hermann Jellinek var professor i germansk filologi vid universitetet i Wien 1900–1934. Jellineks huvudarbeten var Geschichte der neuhochdeutschen Grammatik von den Anfängen bis auf Adelung (1913–1914) och Geschichte der gotischen Sprache (1926).